# احمرار الوجه الناجم عن الكحول
احمرار الوجه الناجم عن الكحول هو حالة يصاب فيها الشخص باحمرار وجه أو بقع تشبه الحمامى على الوجه والرقبة والكتفين، وفي بعض الحالات، ينتشر على الجسم بأكمله بعد تناول المشروبات الكحولية. يحدث التفاعل نتيجة لتراكم الإيثانال (أو ما يُعرف بالأستيل ألدهيد)، وهو منتج ثانوي لاستقلاب الكحول في الجسم، وينتج عن نقص نازعة هيدروجين الألدهيد 2.
ارتبط حدوث هذه المتلازمة مع معدلات منخفضة من الإدمان على الكحول، والتي كانت أقل من المتوسط ، وقد يرجع ذلك إلى ارتباطها بحدوث آثار ضارة بعد شرب الكحول. ومع ذلك، ارتبطت أيضًا مع زيادة خطر الإصابة بسرطان المريء لدى أولئك الذين يشربون.
يعتبر احمرار الوجه الناجم عن الكحول أمرًا شائعًا في شرق آسيا، حيث يُظهر حوالي 30 إلى 50% من الصينيين واليابانيين والكوريين استجابات فسيولوجية مميزة لشرب الكحول تشمل احمرار الوجه والغثيان والصداع وسرعة ضربات القلب.

## العلامات والأعراض
قد يكون الأفراد الذين يعانون من احمرار الوجه الناجم عن الكحول أقل عرضة للإدمان على الكحول. يعمل دواء ديسلفيرام، وهو دواء يُعطى أحيانًا كعلاج لإدمان الكحول، عن طريق تثبيط نازعة هيدروجين الألدهيد، مما يتسبب في زيادة تركيز الإيثانال (الأستيل ألدهيد) في الجسم بمقدار خمسة إلى عشرة أضعاف. يميل احمرار الوجه المزعج الناجم عن الكحول إلى تقليل رغبة الأفراد المصابين بالشرب.
أكثر الأعراض وضوحًا هي احمرار الوجه والجسم بعد شرب الكحول. وتشمل الآثار الأخرى الغثيان والصداع وعدم الراحة الجسدية العامة.
تتطور العديد من اضطرابات الجهاز التنفسي التي يسببها الكحول، والتي تتضمن التهاب الأنف وتفاقم حالة الربو، في غضون 1 إلى 60 دقيقة من شرب الكحول وتعزى إلى نفس أسباب تفاعلات احمرار الوجه.

## وراثيًا
يُعرف احمرار الوجه الناجم عن الكحول بأنه الحالة التي يعاني منها الأشخاص من أصل شرق آسيوي؛ لذلك يُسمى غالبًا بأسماء مثل «احمرار الوجه الآسيوي» أو «توهج الوجه الآسيوي».
يحمل حوالي 30-50% من سكان شرق آسيا الأليل الميتوكوندري (أو المتقدري) rs671 (ALDH2 * 2)، الذي يؤدي إلى تشفير إنزيم نازعة الألدهيد بشكل أقل فاعلية، وهو مسؤول عن معظم حالات احمرار الوجه الناجم عن الكحول في جميع أنحاء العالم. وفقًا لتحليل مشروع هاب ماب الدولي يمتلك 30 إلى 50% من الأشخاص من أصول صينية ويابانية وكورية أليلًا واحدًا على الأقل من ALDH2 * 2، في حين أنه نادر عند الأوروبيين والأفارقة جنوب الصحراء.
ينتشر أليل rs671 في شرق آسيا والأكثر شيوعًا في جنوب شرق الصين. يربط التحليل انتشار زراعة الأرز في جنوب الصين مع انتشار الأليل. أسباب ذلك غير معروفة، ولكن افتراض العلماء بأن التراكيز المرتفعة من الأستيل ألدهيد تعطي حماية ضد بعض أنواع العدوى الطفيلية، مثل المتحولة الحالة للنسج.
إضافة لذلك، يزداد التراكم السريع للأستيل ألدهيد عند حوالي 80% من سكان شرق آسيا بسبب متغير جيني آخر، هو الأليل ADH1B * 2، والذي ينتج عنه إنزيم نازعة هيدروجين الكحول الذي يحول الكحول إلى أستيل ألدهيد سام بسرعة أكبر من المتغيرات الجينية الأخرى الشائعة خارج شرق آسيا.